# Posnânia (condado)
Condado da Posnânia (polaco: powiat poznański) é um powiat (condado) da Polónia, na voivodia de Grande Polónia. A sede do condado é a cidade de Posnânia. Estende-se por uma área de 1899,61 km², com 288 012 habitantes, segundo os censos de 2005, com uma densidade 151,62 hab/km².

## Demografia
População (dados de 30 de Junho de 2005):
|          | Total   | Total | Mulheres | Mulheres | Homens  | Homens |
| -------- | ------- | ----- | -------- | -------- | ------- | ------ |
|          | pessoas | %     | pessoas  | %        | pessoas | %      |
| Total    | 288 012 | 100   | 147 453  | 51,2     | 140 559 | 48,8   |
| Cidades  | 123 104 | 100   | 63 920   | 51,9     | 59 184  | 48,1   |
| Povoados | 164 908 | 100   | 83 533   | 50,7     | 81 375  | 49,3   |